# Orvar Nilsson
Orvar Nilsson, född 20 april 1919 i Söndrums församling, död 21 december 2008 i Halmstad, var en svensk soldat som utmärkte sig bland annat som frivillig i både Finska vinter- och fortsättningskriget.

## Biografi
Orvar Nilsson växte upp på Heagårds gods i Halland. Hans föräldrar var godsägare Hjalmar Nilsson och dennes maka Lisa född Hedström.
Orvar Nilsson valde tidigt den militära yrkesbanan och han var kadett på Karlberg när Vinterkriget bröt ut den 30 november 1939. Det sovjetiska angreppet på Finland upplevdes av de svenska kadetterna på Karlberg som en så oerhörd kränkning av Finlands suveränitet att man ville göra en konkret insats. Nilsson anmälde därför intresse att ansluta sig till den Svenska Frivilligkåren, fick avsked från svenska armén och kämpade därefter som översergeant med utmärkelse på Sallafronten vintern 1940, där han deltog från början av januari 1940 till mars 1940.
Efter vinterkrigets slut och återkomst till Sverige med fortsatt utbildning på Karlberg utexaminerades Orvar Nilsson den 15 april 1941 som fänrik vid Hallands regemente (I 16). 1943 blev han löjtnant vid samma regemente. 
1943 till slutet av september 1944 tjänstgjorde han ånyo som frivillig i Finland vid Jandeba (Svir) och slutligen på Karelska näset. Som plutonchef och tidvis kompanichef vid det Svenska Frivilligkompaniet vid IR 13 fick Nilsson höga betyg och dekorerades. Därvid tillhörde han den lilla skara svenskar som i juni–juli 1944 tillsammans genomkämpade hårda avvärjningsstrider i slaget vid Tali-Ihantala.
Han var kompanichef och lärare vid Infanteriets Stridsskola 1946–1949. Under 1950–1953 tjänstgjorde han som major vid kejserliga Etiopiska livgardet i Addis Abeba under vilken tid han 1951 deltog och ledde etiopiska förband i Koreakriget. Här träffade han sin blivande fru Nanna Weström från Visby, som var sjuksköterska och tjänstgjorde vid det svenska sjukhuset.
Efter att ha varit kompanichef vid Infanteriets Kadettskola år 1957–1960 blev han major vid Hälsinge regemente (I 14) i Gävle. Under åren 1963–1974 var Orvar Nilsson chef för Hemvärnets Stridsskola i Vällinge 1963-08-01–1974-09-30 och var under 1964 tjänstledig för uppdrag som bataljonschefs ställföreträdare vid de två första Svenska Cypernbataljonerna. Den 1 april 1967 befordrades han till överstelöjtnant vid I 16. 
Han var en av de mest dekorerade officerarna i den svenska Försvarsmakten och innehade ett tjugotal utländska utmärkelsetecken. Han var medförfattare till det finska förlaget Schildts verk i tre delar – Finland i Krig. Han har skildrat vinterkrigets och fortsättningskrigets avvärjningar i böckerna "Liten Bricka i stort spel" och "När Finlands sak blev min". Han har också medverkat i filmerna "Framom främsta linjen" och "Slaget om Suomi - Ithala 1944".
Orvar Nilsson var ordförande för Svenska Finlandsfrivilligas Minnesförening.

## Utmärkelser

### Finland
- Riddare av 1:a klassen av Finlands Vita Ros’ orden, - 2000
- Finska Frihetskorsets orden av 2:e klass med svärd, - 2003
- Finska Frihetskorsets orden av 3:e klass med svärd,
- Finska Frihetskorsets orden av 4:e klass med svärd och eklöv,
- Finska Frihetskorsets orden av 4:e klass med svärd,
- Frihetsmedaljens 2:e klass av Frihetskorsets orden,
- Mottagare av Svenska friviligakorset,

### FN:s Medaljer
- Mottagare av FN-medaljen för tjänst i Koreakriget,
- Mottagare av FN-medaljen för tjänst i Cypern,